# Carroll Borland
Carroll Borland (Fresno, 25 febbraio 1914 – 3 febbraio 1994) è stata un'attrice statunitense.

## Filmografia
- Il regalo di nozze (Me and My Pal), regia di Charley Rogers (1933) - cortometraggio; non accreditata
- I vampiri di Praga (Mark of the Vampire), regia di Tod Browning (1935)
- Flash Gordon, regia di Frederick Stephani (1936) - non accreditata
- Scalps, regia di Fred Olen Ray (1983)
- Biohazard, regia di Fred Olen Ray (1985)